# Titanic Waltz
Pour plus de détails, voir Fiche technique et Distribution.
 Titanic Waltz (Titanic-Vals) est un film roumain réalisé par Paul Călinescu, sorti en 1964, adapté d'une pièce de théâtre de Tudor Mușatescu.

## Synopsis
Un homme honnête est poussé par sa famille à se lancer dans la politique.

## Fiche technique
- Réalisation : Paul Călinescu
- Scénario : Paul Călinescu d'après une pièce de Tudor Mușatescu
- Production : Studioul Cinematografic București
- Photographie 	Stefan Horvath
- Pays de production :  Roumanie[1]
- Genre : Comédie dramatique
- Durée : 92 minutes
- Dates de sortie : 
  - Roumanie : 1964[2]
  - Roumanie : 25 janvier 1964 (télévision)

## Distribution

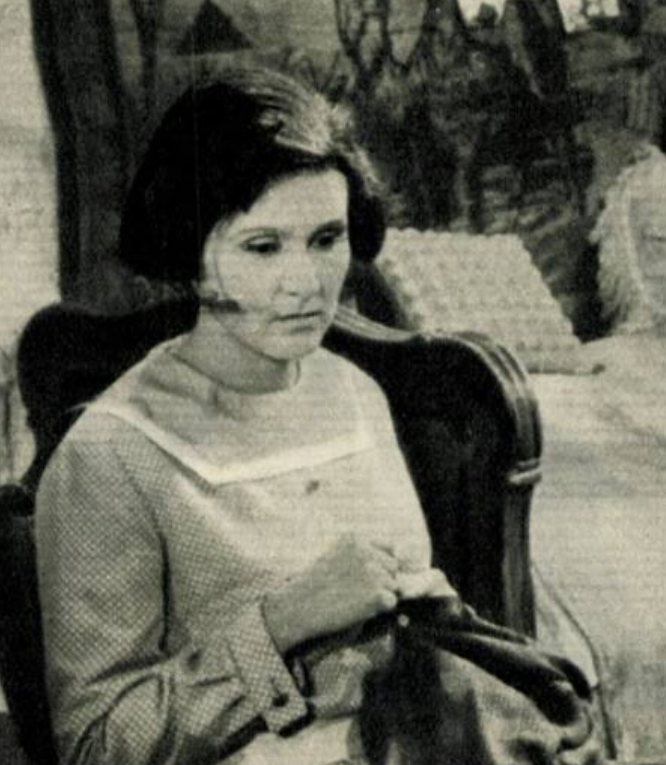
Mitzura Arghezi.

- Grigore Vasiliu-Birlic : Spirache Necșulescu
- Silvia Fulda (ro) : Chiriachița
- Kity Gheorghiu Mușatescu (ro) : Dacia
- Mitzura Arghezi : Gena
- Lucian Dinu : Traian
- Coca Andronescu (en) : Sarmisegetuza
- Liviu Bădescu : Decebal
- Ion Finteșteanu (en) : le Maire
- Mihai Fotino (en) : Dinu
- Ion Lucian (ro) : Rădulescu Nercea
- Ion Dichiseanu : Gigi Stamatescu
- Florin Scărlătescu (ro)
- Constantin Rauțchi (ro) : a town hall clerk
- Horia Căciulescu (ro) : the organ-grinder
- Mircea Balaban
- Ion Pacea (ro)
- Ștefan Mihăilescu-Brăila (en) : an electoral bully
- Atena Seciu
- Tamara Buciuceanu (en) : Doica